# 19e cérémonie des Visual Effects Society Awards
La 19e cérémonie des Visual Effects Society Awards (VES Awards), organisée par la Visual Effects Society, a lieu le 6 avril 2021 et récompense les meilleurs effets visuels de l'année 2020.

## Palmarès
Le palmarès provient du site Deadline.

### Meilleur effets spéciaux dans un film en prise de vues réelles
- Minuit dans l'univers
  - Jingle Jangle : Un Noël enchanté
  - Project Power
  - Tenet
  - Sacrées Sorcières

### Meilleur effets spéciaux secondaire dans un film en prise de vues réelles
- Mank
  - Da 5 Bloods : Frères de sang
  - Tyler Rake
  - La Mission
  - Welcome to Chechnya

### Meilleur effets spéciaux dans un film d'animation
- Soul
  - En Avant
  - Voyage vers la Lune
  - Les Croods 2 : une nouvelle ère
  - Les Trolls 2 : Tournée mondiale

### Meilleur personnage animé dans un film en prise de vues réelles
- Le Seul et Unique Ivan pour Ivan
  - Die Känguru-Chroniken pour le kangourou
  - Jingle Jangle : Un Noël enchanté pour Don Juan Diego
  - Sacrées Sorcières pour Daisy

### Meilleur personnage animé dans un film d'animation
- Soul pour Terry
  - En Avant pour Le pantalon du père
  - Voyage vers la Lune pour Chang'e
  - Bob l'éponge, le film : Éponge en eaux troubles pour Bob l'éponge

### Meilleure création de décor/environnement pour un film en prise de vues réelles
- Mulan pour La cité impériale
  - Bloodshot pour Neuralspace
  - The Eight Hundred pour le centre-ville de Shanghaï en 1937
  - The Eight Hundred pour la défense de l'entrepôt Sihang

### Meilleure création de décor/environnement pour un film d'animation
- Soul pour le séminaire You
  - En Avant pour le marécage
  - Les Trolls 2 : Tournée mondiale pour La faille techno
  - Les Trolls 2 : Tournée mondiale pour La ville du volcan

### Meilleure photographie dans un projet par ordinateur
- Soul
  - Ghost of Tsushima
  - The Mandalorian pour l'épisode "Le repenti"
  - The Mandalorian pour l'épisode "Le siège"

### Meilleure modèle pour un projet en prise de vues réelles ou animé
- Minuit dans l'univers pour le vaisseau Aether
  - The Mandalorian pour le vaisseau de Boba Fett
  - The Mandalorian pour le vaisseau Light Cruiser dans l'épisode "Le sauvetage"
  - Sacrées Sorcières pour la montagne russe

### Meilleurs effets de simulation dans un film en prise de vues réelles
- Project Power
  - Bloodshot
  - Mulan
  - Monster Hunter
  - USS Greyhound : La Bataille de l'Atlantique

### Meilleurs effets de simulation dans un film d'animation
- Soul
  - En Avant
  - Voyage vers la Lune
  - Les Trolls 2 : Tournée mondiale
  - La Famille Willoughby

### Meilleur compositing dans un film en prise de vues réelles
- Project Power
  - USS Greyhound : La Bataille de l'Atlantique
  - Mulan
  - Underwater

### Meilleur effets pratique dans un projet en prise de vues réelles ou animé
- Fear the Walking Dead pour l'épisode "Bury Her Next to Jasper's Leg"

### Meilleur effets spéciaux pour un épisode en prise de vues réelles
- The Mandalorian pour l'épisode "Le Marshal"
  - Lovecraft Country pour l'épisode "Gé-bobo-là"
  - Star Trek: Discovery pour l'épisode "Su'kal"
  - Timmy Failure : des erreurs ont été commises
  - Westworld pour l'épisode "Théorie de crise"

### Meilleur effets spéciaux secondaire dans un épisode en prise de vues réelles
- The Crown pour l'épisode "Protecteur de la reine"
  - I Know This Much Is True pour l'épisode 1
  - Mrs. America pour l'épisode "Shirley"
  - Vikings pour l'épisode "Le Meilleur des stratagèmes"
  - Survive
  - Warrior pour l'épisode "Encaisse ou engage un garde du corps"

### Meilleur effet spéciaux dans une publicité
- Walmart pour "Famous Visitors"
  - Arm & Hammer pour "Once Upon a Time"
  - Burberry pour "Singin' In The Rain"
  - Hornbach pour "It Seems Impossible Until You Do It"
  - Sony pour "The Edge"
  - Microsoft pour "Us Dreamers"

### Meilleur personnage animé dans un épisode ou dans un projet en temps réel
- The Mandalorian pour Bébé Yoda dans l'épisode "La Jedi"
  - The Mandalorian pour le dragon de Krayt dans l'épisode "Le Marshal"
  - The Crown pour le cerf impérial dans l'épisode "L'Épreuve de Balmoral"
  - Timmy Failure : des erreurs ont été commises

### Meilleur personnage animé dans une publicité
- Arm & Hammer pour Tuxedo Tom dans "Once Upon a Time"
  - AFK Arena pour "Toilet Uzgahm"
  - Far Cry 6 pour Anton
  - Legends of Runeterra pour Darius
  - TK Maxx pour The Lil Goat

### Meilleure création de décor/environnement pour un épisode, une publicité ou un projet en temps réel
- The Mandalorian pour la jungle de Morak dans l'épisode "Le repenti"
  - The Mandalorian pour le canyon de Nevarro dans l'épisode "Le siège"
  - Brave New World pour le nouveau Londres
  - Cyberpunk 2077 pour Night City
  - Lovecraft Country pour le Tulsa de 1921

### Meilleur effets de simulation pour un épisode, une publicité ou un projet en temps réel
- Lovecraft Country pour les Chrysalides dans l'épisode "L'Étrange cas"
  - Sony pour "The Edge"
  - Tales from the Loop pour la maison de Loretta
  - The Mandalorian pour le dragon de Krayt dans l'épisode "Le Marshal"

### Meilleur compositing dans un épisode
- Lovecraft Country pour les Chrysalides dans l'épisode "L'Étrange cas"
  - The Mandalorian dans l'épisode "Le Repenti"
  - The Mandalorian dans l'épisode "Le Marshal"
  - The Mandalorian dans l'épisode "Le Passager"

### Meilleur compositing dans une publicité en prise de vues réelles
- Burberry pour "Singin' In The Rain"
  - Walmart pour "Famous Visitors"
  - Sony pour "The Edge"
  - Perrier pour "Heat"

### Meilleur effet spéciaux dans un projet en temps réel
- Ghost of Tsushima
  - Assassin's Creed Valhalla
  - Cyberpunk 2077
  - Marvel's Spider-Man: Miles Morales
  - The Last of Us Part II

### Meilleur effets spéciaux dans une attraction
- The Bourne Stuntacular
  - Asteroid Hunters
  - Mickey & Minnie's Runaway Railway
  - The March

### Meilleur effets spéciaux dans un projet étudiant
- Migrants
  - Time's Down
  - Aral
  - Strands of Mind